# Фридрих II (Бар)
Вижте пояснителната страница за други личности с името Фридрих II.
Фридрих II (на френски: Frédéric II de Lorraine, на немски: Friedrich II; * 997/99, † 17/18 май 1026) от фамилията на Вигерихидите, е от 1019 г. граф на Бар и херцог на Горна Лотарингия (съ-регент 1019 – 1026).

## Живот
Той е син на Дитрих I († 1027/1033), граф на Бар и херцог на Горна Лотарингия, и неговата съпруга Рихилда от Близгау († 1026), дъщеря на Фолмар I, граф на Мец и граф на Близгау.
Баща му го прави през 1019 г. за свой сърегент. След смъртта на император Хайнрих II (1024) Фридрих II въстава с Ернст II, херцог на Швабия, против неговия наследник Конрад II, но се подчинява и се жени за снахата на Конрад, Матилда Швабска (* вер. 988, † 29 юли 1031/1032), дъщеря на Херман II, херцог на Швабия от род Конрадини, и Герберга Бургундска († 1019), сестрата на императрица Гизела и вдовица на Конрад I , херцог на Каринтия († 12 или 15 декември 1011).
Фридрих II умира през 1026 г. преди баща си. Матилда се омъжва трети път за Езико от Баленщет († 1060), граф на Баленщет, граф в Швабенгау и в Гау Зеримунт.

## Деца
Децата на Фридрих и Матилда са:
- Фридрих III (* 1017, † 22 май 1033), 1027 граф на Бар и херцог на Горна Лотарингия (1027 – 1033)
- София (* 1018, † 21 Jan 1093), наследява Бар, ∞ ок. 1040 за граф Лудвиг от Мусон, граф в Графство Пфирт и Алткирх († 1073/76) (Дом Скарпон)
- Беатрис (* 1017, † 18 април 1076), ∞ I. 1037 за Бонифаций от Каноса, маркграф на Тусция († 1052) – родители на Матилда Тосканска, ∞ II. 1054 за Готфрид III Брадатия († 1069), херцог на Долна Лотарингия († 1069)